# Kostel svatého Urbana (Nejdek)
Kostel svatého Urbana v Nejdku, části obce Bělotín byl vybudován roku 1752 na místě staršího kostela. Je filiálním kostelem římskokatolické farnosti Bělotín a náleží do děkanátu Hranice. Kostel je chráněn jako kulturní památka České republiky.

## Historie
První písemná zmínka o Nejdku pochází z roku 1412. V roce 1622 získal panství kardinál František z Dietrichsteina, který ho rekatolizoval. V roce 1637 byl Nejdek přifařem k Bělotínu. V roce 1752 byl na náklady věřících postaven nový kostel na základech původního kostela z 16. století. V roce 1787 byl Nejdek přiškolen k Bělotínu.

## Architektura
Jednolodní orientovaná zděná barokní stavba. Zděná věž je vnořena do západního průčelí.

### Interiér
Kazatelna z 15. století je vyřezávána. Pieta z 15. století byla přenesena a uložena v depozitáři Arcidiecézního muzea v Olomouci.
Varhany zhotovil v roce 1890 varhanář František Čápek z Kremže. V období 2009–2014 byly varhany opraveny a přeneseny do nově zrekonstruované obřadní síně v Bělotíně.

## Okolí
Kostel je obklopen hřbitovem. Kolem kostela je zděná ohradní zeď. V jižní části ohrazení se nachází polygonální márnice z 18. století.Před ohradní zdí ve východní straně kostela je kamenný kříž z roku 1864.